# ایرپلی آراندبی/هیپ-هاپ
ایرپلی آراندبی/هیپ-هاپ (انگلیسی: R&B/Hip-Hop Airplay)، که قبلاً با نام ایرپلی داغ آراندبی/هیپ-هاپ (انگلیسی: Hot R&B/Hip-Hop Airplay) شناخته می‌شد، یک جدول موسیقی است که توسط مجلهٔ بیلبورد منتشر می‌شود و برترین ترانه‌های آراندبی و هیپ هاپ در ایالات متحده را بر اساس برداشت مخاطب از پانل ایستگاه‌های رادیویی تحت نظارت توسط سامانه‌های داده‌های پخش نیلسن، رتبه‌بندی می‌کند. این جدول در نشریهٔ خواهر آراندآر، که این جدول را تحت عنوان پخش ملی شهری فهرست می‌کرد نیز مورد استفاده قرار گرفته‌است. این جدول زیرمجموعهٔ آراندبی/هیپ-هاپ از جدول ۱۰۰ ایرپلی داغ نیست، بلکه از پانل جداگانه‌ای از ایستگاه‌های آراندبی در بازارهای معاصر بزرگسالان شهری و شهری استفاده می‌کند. تا پیش از انتشار شمارهٔ منتشر شدهٔ مجله در تاریخ ۲۰ اکتبر ۲۰۱۲ و زمانی که ترانه‌های داغ آراندبی/هیپ-هاپ برای دربرگردفتن فروش دیجیتال، پخش جاری و پخش رادیویی از همهٔ فرمت‌های رادیویی تغییر یافت، این جدول، جدول اصلی مؤلفه‌های ایرپلی در نمودار ترانه‌های داغ آراندبی/هیپ هاپ ایالات متحده بود. جدول ایرپلی داغ آراندبی/هیپ-هاپ شامل دو جدول ایرپلی مجزا است که هر دو بر اساس تکرارهای رادیویی هستند و نه بر اساس برداشت مخاطب: آراندبی/هیپ-هاپ جریان اصلی و ایرپلی آراندبی بزرگسالان که به ترتیب پخش رادیویی ترانه‌ها در ایستگاه‌های معاصر شهری و ایستگاه‌های بزرگسالان معاصر شهری را اندازه‌گیری می‌کند.

## دستاوردهای هنرمندان

### بیشترین شماره یک

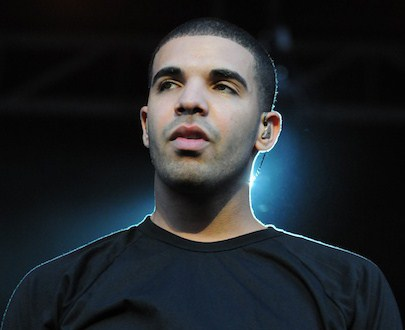
دریک، رکورددار بیشترین ترانهٔ شماره یک در جدول ایرپلی آراندبی/هیپ-هاپ از زمان آغاز انتشار آن در سال ۱۹۹۲ با مجموع ۲۷ ترانه

| جایگاه | نام هنرمند | آمار شماره یک‌ها | منبع        |
| ------ | ---------- | --------------- | ----------- |
| ۱      | دریک       | ۲۷              | [ ۲ ]       |
| ۲      | آشر        | ۱۵              | [ ۲ ]       |
| ۳      | بیانسه     | ۹               | [ ۳ ]       |
| ۳      | کریس براون | ۹               | [ ۴ ]       |
| ۴      | آر. کلی    | ۸               | [ ۵ ] [ ۶ ] |
| ۴      | آلیشا کیز  | ۸               | [ ۵ ] [ ۶ ] |
| ۴      | لیل وین    | ۸               | [ ۵ ] [ ۶ ] |

### هنرمندان دارای بیشترین هفته‌های متوالی در جایگاه نخست
- ۲۷ هفته: کریس براون و دریک – «بدون راهنمایی»
- ۲۷ هفته: ویزکید، تمز و جاستین بیبر – «ذات»
- ۲۲ هفته: میگل – «آرایش»
- ۲۰ هفته: کاردی بی – «پول» (۹ هفته) ← «خشنودم کن» (کاردی بی و برونو مارس) (۱۱ هفته)
- ۱۸ هفته: لیل وین – «انگیزه» (کلی رولند به‌همراه لیل وین) (۷ هفته) ← «من اول هستم» (دی‌جی خالد به‌همراه دریک، ریک راس و لیل وین) (۱۱ هفته)
- ۱۷ هفته: آلیشا کیز – «هیچ‌کس» (۱۰ هفته) ← «مثل اینکه دیگر من را نخواهی دید» (۷ هفته)

منبع:

### بیشترین حضور در ده ترانه برتر
- ۷۶، دریک
- ۵۲، کریس براون
- ۴۸، لیل وین
- ۳۵، جی-زی
- ۳۲، آر. کلی
- ۳۲، نیکی میناژ
- ۳۲، بیانسه
- ۳۰، آشر
- ۳۰، مری جی. بلایژ
- ۲۸، لوداکریس

منبع:

## دستاوردهای ترانه‌ها

### بیشترین هفته‌ها در شماره یک
- ۲۹ هفته

«دیوانه شو» – کریس براون و یانگ تاگ (۲۰۲۰–۲۱)
- ۲۷ هفته

«بدون راهنمایی» – کریس براون به‌همراه دریک (۲۰۱۹–۲۰)
«ذات» – ویزکید به‌همراه جاستین بیبر و تمز (۲۰۲۱–۲۲)
- ۲۳ هفته

«آرایش» – میگل (۲۰۱۲–۱۳)
- ۱۸ هفته

«در را باز بگذار» – سیلک سونیک (۲۰۲۱)
- ۱۶ هفته

«منفور» - الا مای (۲۰۱۸)
- ۱۵ هفته

«هاتلاین بلینگ» – دریک (۲۰۱۵)
«بودن بدون تو» – مری جی. بلایژ (۲۰۰۵–۰۶)
- ۱۴ هفته

«ما مال همیم» – ماریا کری (۲۰۰۵)
«بنداز گردن اون» – جیمی فاکس به‌همراه تی-پین (۲۰۰۹)
«بال‌های زیبا» – ماکسول (۲۰۰۹)
«تحمل کن، دارین می‌ریم خونه» – دریک به‌همراه مجید جردن (۲۰۱۳)
- ۱۳ هفته

«نمی‌تونیم دوست باشیم» – تری سانگز (۲۰۱۰)
«به‌دست آمد» – د ویکند (۲۰۱۵)
«تو مرا بالا می‌بری» – تونی برکستون (۱۹۹۶)
«سفر» – الا مای (۲۰۱۸)
- ۱۲ هفته

«انتهای جاده» – بویز تو من (۱۹۹۲)
«باعث می‌شی که بخوام…» – آشر (۱۹۹۷)
" خانم‌های مجرد (یک حلقه رویش بگذار) – بیانسه (۲۰۰۸)
«غیرقابل تصور (من آماده‌ام)» – آلیشا کیز (۲۰۱۰)
«خطوط ناواضح» – رابین تیک به‌همراه تی.آی. و فارل ویلیامز (۲۰۱۳)
«جعبه» – رودی ریچ (۲۰۲۰)
«این چیزی است که من دوست دارم» – برونو مارس (۲۰۱۷)
- ۱۱ هفته

«از دست رفته بدون تو» – رابین تیک (۲۰۰۶–۰۷)
«من اول هستم» – دی‌جی خالد به‌همراه دریک، ریک راس و لیل وین (۲۰۱۱)
«قله» – آشر (۲۰۱۲)
«خشنودم کن» – کاردی بی و برونو مارس (۲۰۱۹)

### سریع‌ترین صعود به شماره یک
- هفتهٔ پنجم

«بدون عنوان (چه حسی داره)» – دی‌آنجلو (۲۰۰۰)
«بی‌جایگزین» – بیانسه (۲۰۰۶)
«تدبیر خدا» – دریک (۲۰۱۸)
- هفتهٔ ششم

«خانم‌های مجرد (یک حلقه رویش بگذار)» – بیانسه (۲۰۰۸)
«بنداز گردن اون» – جیمی فاکس به‌همراه تی-پین (۲۰۰۹)
«مست عشق» – بیانسه به‌همراه جی-زی (۲۰۱۴)
«کار» – ریانا به‌همراه دریک (۲۰۱۶)
«بیتلز سیاه» – ری شرومرد به‌همراه گوچی مان (۲۰۱۶)
«خوب برای چه» – دریک (۲۰۱۸)
«روحم را بشکن» – بیانسه (۲۰۲۲)

### طولانی‌ترین صعود به شماره یک
- هفتهٔ سی و پنجم «گامی به نام عشق» – آر. کلی (۲۰۰۳)[۱۸]
- هفتهٔ سی و سوم «ذهن آزاد» – تمز (۲۰۲۲)[۱۹]
- هفتهٔ سی و یکم «تو» – لوید به‌همراه لیل وین (۲۰۰۷)[۲۰]
- هفتهٔ بیست و نهم «بشکن بزن» – لیل جان (۲۰۰۵)[۲۱] و «عزیزم آنجاست» – آشر (۲۰۱۰)[۲۲]
- هفتهٔ بیست و سوم «اگر تو را نفهمیدم» – آلیشا کیز (۲۰۰۴)[۲۳]
- هفتهٔ بیست و پنجم «به من نیاز داشتی» – ریانا (۲۰۱۶)[۲۴]
- هفتهٔ بیست و چهارم «پلنز» – جریمای به‌همراه جی. کول (۲۰۱۵)[۲۵]
- هفتهٔ بیست و یکم «اسپات‌لایت» – جنیفر هادسن (۲۰۰۸)[۲۶]
- هفتهٔ بیستم «عشق زندگی من (قصیده‌ای برای هیپ هاپ)» – اریکا بادو به‌همراه کامن (۲۰۰۲)[۲۷] و «عشق در اولویت» – بیانسه (۲۰۱۲)[۲۸]

توجه: در دو فهرست فوق تنها ترانه‌هایی در نظر گرفته شده‌اند که از سال ۲۰۰۰ به بعد در جدول قرار گرفته‌اند.